# Serhij Zahynajlov
Serhij Hennadijovyč Zahynajlov (in ucraino Сергій Геннадійович Загинайлов?; Brovary, 3 gennaio 1991) è un calciatore ucraino, centrocampista dell'Höllental.

## Carriera
In carriera ha giocato 9 partite di qualificazione per l'Europa League, realizzandovi anche tre reti.